# Moiré de Nicholl
Pour les articles homonymes, voir Nicholl et Moiré.
Erebia rhodopensis
Espèce
- Erebia gorgone var. rhodopensis Nicholl, 1900[1]

Statut de conservation UICN

 LC  : Préoccupation mineure
Le Moiré de Nicholl (Erebia rhodopensis) est une espèce de papillons de la famille des Nymphalidae, de la sous-famille des Satyrinae et du genre Erebia.

## Systématique
L'espèce Erebia rhodopensis a été décrite en 1900 par la naturaliste, lépidoptériste et illustratrice Mary De la Beche Nicholl (d).

## Liste des sous-espèces
- Erebia rhodopensis sharsta (Higgins, 1965)[1].

## Noms vernaculaires
Le Moiré de Nicholl se nomme Nicholl's Ringlet en anglais.

## Description
Le Moiré de Nicholl est un petit papillon marron foncé à bande postdiscoidale roux orangé ornée aux antérieure de deux ocelles pupillés de blancs. D'autres ocelles vestigiaux existent aux antérieures et aux postérieures
Le revers des antérieures est semblable, celui des postérieures est à bandes alternées foncées et plus claires.

### Chenille et chrysalide
Le cycle larvaire du moiré de Nicholl est encore inconnu

## Biologie

### Période de vol et hivernation
Il vole en juillet et août en une génération.

### Plantes hôtes
Les plantes-hôtes ne sont pas connues.

## Écologie et distribution
Il est localisé dans les montagnes des Balkans, en Bulgarie, Grèce, Macédoine et Serbie.

### Biotope
Il réside dans les pentes herbues.

### Protection
Il est déclaré vulnérable (VU) et protégé en Bulgarie.